# 新村則人
新村 則人（しんむらのりと、男性、1960年5月5日╴）山口県出身のグラフィックデザイナー。
日本グラフィックデザイン協会 会員・理事。東京アートディレクターズクラブ会員。

## 経歴
山口県大島郡周防大島町浮島生まれ。漁師の家庭で、8人兄弟の8番目として育つ。小学校4年の時に赴任してきた教師の授業でポスターの魅力にはまり、デザイナーを目指す。大阪デザイナー学院卒業。大阪の関西CRセンターで働いている時に松永真デザイン事務所を知り、憧れる。1984年松永真デザイン事務所入社。その後、ジャパングラフィク、広告代理店I&S/BBDOを経て、1995年新村デザイン事務所設立。

## 主な仕事

### 広告
- 資生堂「エリクシール」「INOUI ID」「ZEN」「企業広告」
- 良品計画「無印良品キャンプ場」
- サッポロビール
- 三越伊勢丹
- 西武百貨店
- JR東海
- 全日空
- BOEING
- 理想科学工業
- 日本ケンタッキーフライドチキン
- 三菱自動車工業
- 新潟県
- 長崎県
- 白馬村
- 山口県漁業共同組合
- 文部科学省
- 日本芸能実演家団体協議会

### ブランディング
- 粧美堂
- LEADER
- FRONTEO
- KENPRIA
- KENKOU CORPORATION
- LITALICO
- DOUTOR「Cafe Lexcel」
- WORLD「3can4on」
- SUNTORY「SUNTORY_TOWN」
- 東京ガス「豊洲22」
- 東京弁護士会
- ひびきの郷
- CRAFT
- 楠本質店
- アグリックス
- 華陵高等学校
- 日本体育大学「NCDA」

### パッケージ
- 良品計画「BGM」「LEGO＋」
- 大塚食品「ジャワティー」
- エスエス製薬「エスタックイブ」
- サッポロビール「北海道」
- ケンタッキーフライドチキン「Colonel's Dish」
- パールライス宮城「ひとめぼれ」「ササニシキ」「つや姫」
- KENPRIA「リッチ・グリーン」
- 旬楽館「あんこうの味噌付け」
- やまとのこころ
- 岩国市「つまんでちょんまげ」

### ブックデザイン
- 資生堂「花椿」
- 日本芸能実演家団体協議会「SANZUI」
- 角川書店「野性時代」
- 竹尾「竹尾ダイアリー」
- 東京ADC「ADC年鑑2014」
- 日本グラフィックデザイナー協会「JAGDA年鑑2008」
- 小池書院「刃」
- ピエ・ブックス「環境・福祉グラフィックス」
- 日本グラフィックデザイナー協会「JAPAN 2001」

## 主な展覧会
- 「新村則人デザイン作品展」（知也美术馆／中国・西安）2022年
- 「新村則人無印良品キャンプ場ポスター展」（中国・上海など７都市）2021年
- 「新村則人デザイン作品展」（ALILI ART GALLERY／中国・深圳）2021年
- 「新村則人のデザイン」（赤れんが／山口）2017年
- 「環境とデザイン〜新村則人の環境ポスター展」（山口県立美術館）2017年
- 「海と山と新村則人」（ギンザ・グラフィック・ギャラリー）2010年
- 「新村則人展」（開山月美術館／中国・深圳）2007年
- 「Graphic Wave 7／左合ひとみ・澤田泰廣・新村則人展」（ギンザ・グラフィック・ギャラリー）2002年
- 「JAGDA新人賞展」（銀座クリエーションギャラリー）2000年
- 「新村則人展」（表参道モリハナエ オープンギャラリー）1997年

## 主な受賞歴
- 東京ADC
- 毎日広告デザイン賞／最高賞
- 環境広告大賞／大賞
- 日本グラフィックデザイナー協会（JAGDA）／新人賞
- ブルノグラフィックデザイン国際ビエンナーレ／金賞
- ニューヨークADC／銀賞・銅賞
- ワルシャワ国際ポスタービエンナーレ／銀賞
- 寧波国際ポスタービエンナーレ／金賞・銅賞
- ラハティポスタービエンナーレ／環境賞
- 中国国際ポスタービエンナーレ／銀賞
- 世界ポスタートリエンナーレトヤマ／銅賞
- 香港デザイナー協会賞／銅賞
- 台湾国際ポスターデザイン賞／銀賞
- グッドデザイン賞／金賞
- D&AD／shortlist
- 全国カレンダー展／文部科学大臣賞

## 出演

### テレビ
- 日曜美術館（2016年10月2日、NHK）鈴木其一について語る
- スーパー編集局（2010年9月7日、TYSテレビ）海と山と新村則人展について
- スクープアップ山口（2010年6月11日、KRY山口放送）海と山と新村則人展について
- Happy Lohas 〜ロハスが好き〜（2006年7月７日、BS朝日）自然と仕事について

## 審査員

### 海外
- ニューヨークADC
- GDCビエンナーレ／チャイナグラフィックデザイナー協会
- 台湾国際グラフィックデザインアワード
- KAN TAI-KEUNG DESIGN AWARD
- Hiiibrand International Brand Design Award
- International Cartoon and Illustration Exhibition

### 国内
- 東京ADC（2014〜 ）
- 日本グラフィックデザイナー協会／JAGDA（2002〜 ）
- JAGDA国際学生ポスターアワード（2015〜）
- デザイングランプリTOHOKU（2010〜 ）
- Adachi Design Aword（2021〜）
- 瀬戸内デザイングランプリ（2016〜 ）
- 茨城空港ゆめ未来芸術祭（2009〜 ）
- AICHI AD AWARDS
- ビジュアルアート大賞
- APAアワード
- 土佐クリエイターズギルド／愛媛クリエイターズフラブ／静岡県グラフィックデザイナーズパワー賞
- 富山デザイン賞／山口県デザイン協会
- 富山ADC／札幌ADC／新潟ADC／金沢ADC／広島ADC／岩手ADC
- 岐阜県美術展／秋田県美術展／宮崎県美術展／福岡県美術展／徳島県美術
- 日本パッケージコンテスト／長野県「信州の食」コンテスト
- しまなみアートフェスティバル
- 国民文化祭静岡
- 山口県立大学／京都嵯峨芸術大学／京都工芸繊維大学／東京女子美術大学／穴吹デザインカレッジ／お茶の水美術専門学校
- 香川県高校生デザイン大賞
- コンケラー・学生デザインコンテスト
- SOJOビエンナーレ展

## 講演
- 岩国青年会議所
- 山口県柳井市教育委員会
- 島スクエア
- Zuan 図案
- 凸版印刷株式会社
- ギンザ・グラフィック・ギャラリー
- FSCジャパンフォーラム2010
- 東京弁護士会
- 長野県デザイン振興協会
- 一日中小企業庁in山口
- デザインタッチ・カンファレンス
- 仙台デザイナー協会
- 山口デザイナー協会
- 深圳グラフィックデザイナー協会（中国）
- 宮崎工業技術センター
- 岐阜グラフィックデザイン協会
- 熊本グラフィックデザイン協会

## 授業
- 大阪芸術大学短期大学部／客員教授（2014〜2016）
- 長岡造形大学／助教（2011〜2015）
- 京都嵯峨芸術大学／客員教授（2013〜2014）
- 東京造形大学／助教（2007〜2009）
- 東北芸術工科大学／准教授（2005〜2007）
- 宣伝会議・アートディレクション講座（2011〜 ）
- 東京工芸大学／多摩美術大学／崇城大学／神戸芸術大学／京都工芸繊維大学／九州産業大学／福井工業大学／名古屋学芸大学／沖縄芸術大学／名古屋造形芸術大学
- 大阪デザイナー専門学校／穴吹デザインカレッジ／河原デザイン・アート専門学校／文化デザイナー学院／国際アート＆デザイン専門学校
- 華陵高校／萩商工高等学校
- 久賀中学校
- 浮島小学校
- JAGDA学生の日
- しまなみ街道アートフェスティバル
- 高度職業能率開発促進センター